# Dremomys rufigenis
Dremomys rufigenis — вид гризунів родини Sciuridae. Зустрічається у Південно-Східній Азії (Китай, Індія, Лаос, Малайзія (Півострів Малайзія), М'янма, Таїланд, В'єтнам).

## Середовище й екологія
Вид веде денний та частково деревний спосіб життя, найбільш активний від рівня землі до висоти приблизно 1,2 метра, у густому чагарниковому ярусі; особливо для того, щоб харчуватися стиглими плодами, він іноді піднімається високо в полог лісу. Зустрічається у тропічних вічнозелених лісах від рівнин до верхньої гірської зони. Добре зберігається в деградованих та фрагментованих середовищах існування.

## Характеристики
D. rufigenis досягає довжини тіла приблизно від 17,0 до 22,8 сантиметра і важить приблизно від 210 до 355 грамів. Хвіст має довжину від 13 до 18 сантиметрів, трохи коротший за решту тіла. Зверху тварини мають рівномірний сіро-коричневий або агутієвий колір без червонуватих плям. Щоки та боки тіла червоні, а черево та хвіст яскраво-червоні.